# Drug Addicts (canción)
«Drug Addicts» es una canción del rapero estadounidense Lil Pump de su segundo álbum de estudio Harverd Dropout. Fue lanzado el 6 de julio de 2018 por Tha Lights Global y Warner Records como el segundo sencillo del álbum.

## Fondo
La canción está incluida en el segundo álbum de estudio de Lil Pump, Harverd Dropout. La obra de arte fue revelada el 4 de julio de 2018, cuando Charlie Sheen tuiteó la imagen en su cuenta de Twitter. En él aparecen él y Pump vistiendo monos a juego. En un video promocional que muestra una conversación entre Pump y Sheen publicado en Instagram, Pump pregunta: «¿What we doing right now?» y Sheen responde con «We're about to make history.»

## Video musical
En mayo de 2018, Lil Pump anunció su deseo de reclutar a Charlie Sheen en su próximo vídeo musical. El 3 de julio de 2018, Sheen publicó una imagen de él y Pump, preguntándole «¿what day did you want to break the internet», en Twitter. 
Un fragmento de 50 segundos fue publicado por Pump en su cuenta de Twitter, instando a sus seguidores a retuitear si querían que publicara el video de inmediato. Desde entonces, el fragmento ha recibió más de 600.000 visitas.
Consistente en «un tema narcótico y efectos visuales alucinantes», el video musical se lanzó oficialmente el 5 de julio de 2018, con Charlie Sheen.
Fue dirigido por Hannah Lux Davis. El video musical fue filmado en Pomona, California.
En el video, Pump y Sheen atraviesan un carrito de drogas en una sala de un hospital psicodélico donde los pacientes fuman, beben y consumen drogas junto con las enfermeras que viajan con Pump en un carrito de golf antes de reunirse en una piscina vacía para una fiesta.

## Personal
- Baby Winsch – producción
- CB Mix: masterización, mezcla, grabación
- Daniel Ryan Winsch – compositor
- Darius Lassiter – compositor
- Dee Money – producción
- Gazzy Garcia - compositor, intérprete, voz[8]

## Gráficos
| Gráfico (2018)                         | Lista posición |
| -------------------------------------- | -------------- |
| Canadá (Canadian Hot 100)              | 52             |
| Hungría (Single Top 40)                | 21             |
| Sweden Heatseeker (Sverigetopplistan)  | 9              |
| Estados Unidos (Billboard Hot 100)     | 83             |
| Estados Unidos (Hot R&B/Hip-Hop Songs) | 45             |